# Jeelakarra Gudem
Jeelakarra Gudem ou Jeelakarragudem est un village du district du Godavari occidental dans l'État d'Andhra Pradesh en Inde. 